# Monica Mazzitelli
Monica Mazzitelli, född 22 augusti 1964 i Rom, är en italiensksvensk författare, regissör och skribent. Som författare har hon även varit verksam under pseudonymen "Monica Viola". Hon är numera bosatt i Västsverige.

## Biografi
Efter att ha publicerats i novellform och i olika antologier, kom 2008 hennes första egna roman, den uppmärksammade uppväxtskildringen Tana per la bambina con i capelli a ombrellone (Rizzoli Editore). Historien, som har självbiografiska inslag, presenterades via pseudonymen "Monica Viola".
2019 publicerades den historiska romanen Di morire libera ('Att dö fri'; Lorusso Editore). Historien handlar om Michelina Di Cesare, rövare i 1800-talets Kampanien. Romanen gavs ut i en ny version år 2023 med ny titel Michelina Di Cesare, briganta, av samma bokförlag. Romanen fick ett Hedersomnämnande i ”Il Paese delle Donne” priset 2023. 
Sedan 2000-talet har Mazzitelli regisserat flera kortfilmer som har deltagit och vunnit priser på olika festivaler. Bland annat har hon skrivit och regisserat dokumentärfilmen Dignity som handlar om föräldralösa flickor på ett barnhem i Moçambique. 2020 kom The Wedding Cake, en kort historia om prostitution som vunnit ett antal priser på europeiska filmfestivaler.
På 2010-talet flyttade hon till Sverige, där hon numera (2024) är bosatt med sin svenske make.  
Monica Mazzitellis författarspråk är även fortsatt italienska. Hon är bland annat en av redaktörerna för den italienskspråkiga litteraturbloggen La poesia e lo spirito.
Som skribent har hon varit mest verksam i Italien. Hon har dock även skrivit svenska artiklar för nättidningarna Parabol och Lyktan.

## Verklista
Böckerna nedan är publicerade på italienska. Filmerna har tal på olika språk.
Egna böcker
- Tana per la bambina con i capelli a ombrellone ("Du är kullad, flicka med parasollhåret"), publicerad under pseudonymen "Monica Viola", Rizzoli Editore(it), 2008 ISBN 9788817020480
- Di morire libera ('Att dö fri'), Lorusso Editore, 2019 ISBN 9788894442717
- Michelina Di Cesare, briganta ('Michelina Di Cesare, rövarinna'), Lorusso Editore, 2023  ISBN 9791281462007

Antologier (med berättelser)
- Copyleft, Gaffi Editore, 2005
- Allupa allupa, DeriveApprodi, 2006
- Tutti giù all'inferno, Giulio Perrone, 2007
- Il lavoro e i giorni, Ediesse, 2008
- Babbo Natale è strunz, 80144 Edizioni, 2010
- Assedi e paure nella casa Occidente, Senzapatria Editore, 2010

Kortfilmer (manus, regi, produktion)
- Midsommar, 2013 (10 minuter, Italien / Sverige)
- Dignity, 2015 (31 minuter, Italien)
- The Coltrane Code, 2015 (12 minuter, Italien)
- The Wedding Cake, 2020 (4 minuter, Sverige)